# Martina Kunz
Martina Kunz (* 7. Juli 1984) ist eine ehemalige Schweizer Duathletin und Triathletin.

## Werdegang
Im Juli 2015 wurde Martina Kunz in Genf ETU-Europameisterin auf der Triathlon-Kurzdistanz (1,5 km Schwimmen, 40 km Radfahren und 10 km Laufen) in der Altersklasse 30–34.
Martina Kunz startet seit 2017 als Profi-Athletin und seit der Saison 2019 ist sie im Langdistanz-Kader von Swiss Triathlon aufgestellt. Im Juli 2019 wurde sie Fünfte beim Ironman Hamburg und qualifizierte sich damit für einen Startplatz beim Ironman Hawaii (Ironman World Championships), wo sie im Oktober den 29. Rang belegte.
2019 erklärte sie mit dem Saisonende ihren Rücktritt als Profisportlerin.

## Sportliche Erfolge
| Datum/Jahr    | Rang | Wettbewerb                                | Austragungsort | Zeit     | Bemerkung                                                                         |
| ------------- | ---- | ----------------------------------------- | -------------- | -------- | --------------------------------------------------------------------------------- |
| 12. Okt. 2019 | 29   | Ironman Hawaii                            | Hawaii         | 09:48:17 |                                                                                   |
| 28. Juli 2019 | 5    | Ironman Hamburg                           | Hamburg        | 09:29:03 | Qualifikation für die WM auf Hawaii; persönliche Bestzeit auf der Ironman-Distanz |
| 30. Juni 2019 | 4    | Challenge Walchsee-Kaiserwinkl            | Walchsee       | 04:32:00 |                                                                                   |
| 26. Aug. 2018 | 3    | Trans Vorarlberg Triathlon                | Bregenz        |          |                                                                                   |
| 1. Juli 2018  | 3    | Ironman 70.3 Edinburgh                    | Edinburgh      |          |                                                                                   |
| 30. Juli 2017 | 3    | Ironman Switzerland                       | Zürich         |          |                                                                                   |
| 12. Juli 2015 | 1    | ETU Triathlon European Championship 30–34 | Genf           | 02:12:26 |                                                                                   |

| Datum/Jahr    | Rang | Wettbewerb        | Austragungsort | Zeit | Bemerkung |
| ------------- | ---- | ----------------- | -------------- | ---- | --------- |
| 30. Apr. 2017 | 1    | Rheintal Duathlon | Marbach        |      |           |
| 26. Apr. 2015 | 2    | Rheintal Duathlon | Marbach        |      |           |

(DNF – Did Not Finish)